# Kaminokawa
Kaminokawa (上三川町, Kaminokawa-machi) est un bourg situé dans le district de Kawachi, dans la préfecture de Tochigi au Japon.
En mai 2015, la ville avait une population estimée à 31 024 habitants pour une densité de population de 570 habitants au km2. Sa superficie totale est de 54,39 km2.